# Messier 83
Messier 83, Södra Vindsnurregalaxen, M83 eller NGC 5236 är en spiralgalax belägen på omkring 15 miljoner ljusårs avstånd i stjärnbilden Vattenormen. Den upptäcktes av Nicolas-Louis de Lacaille den 23 februari 1752.
Messier 83 är en av de närmaste stavspiralerna på stjärnhimlen, ligger ungefär 13 grader sydost om Messier 68. Messier 83 har en magnitud på 7,5 och är lätt att se med små teleskop och kikare. I ett 150 mm teleskop syns den som en suddig elliptisk ljusfläck med ett litet mycket ljust centrum. Galaxen är svår att se från Sverige och Finland eftersom den befinner sig så långt söderut på stjärnhimlen.
Man har observerat totalt sex supernovor (SN 1923A, SN 1945B, SN 1950B, SN 1957D, SN 1968L och SN 1983N) i Messier 83.

## Stjärnutbrott
Messier 83 är liksom Messier 82 och Messier 81 galaxer som undergår en fas av exceptionellt intensiv stjärnbildning, i fackkretsar kallad stjärnutbrott (starburst). Med hjälp av ett nytt revolutionerande astronomiskt instrument har en internationell forskargrupp med svenskt deltagande kartlagt gastillflödet som behövs för att mata det centrala stjärnutbrottet i Messier 83.
Instrumentet är en Fabry-Pérot-interferometer som har specialdesignats för att i huvudsak studera vätets s.k. Hα-strålning från interstellär gas i närbelägna galaxer. Det betyder att det täcker ett hyfsat synfält med en aldrig tidigare nådd rumslig upplösning (0,2-0,4 bågsekunder per pixel). Instrumentet som kallas GHaFaS (Galaxy H-alpha Fabry-Perot System, uttalat "gafas" betyder det glasögon på spanska), har nu (juli 2007) installerats och använts vid 4,2 m William Herschel-teleskopet på ön La Palma i Spanien. De första vetenskapliga resultaten med GHaFaS har visat instrumentets oöverträffade styrka.
Interstellär gas kunde kartläggas med en upplösning, som avslöjar gasens hastighetsfält i Messier 83 med tecken på att gas flödar in längs galaxens spiralarmar från flera tusen ljusårs avstånd ner till de centrala regionerna. Det syntes också att en snabbt roterande ackretionsskiva med en massa på ungefär 550 miljoner solmassor och en skallängd på 200 ljusår har bildats i den centrala delen av galaxskivan. Det uppskattas att stjärnutbrottet producerar minst 10 miljoner solmassor av stjärnor per år.

## Messier 83

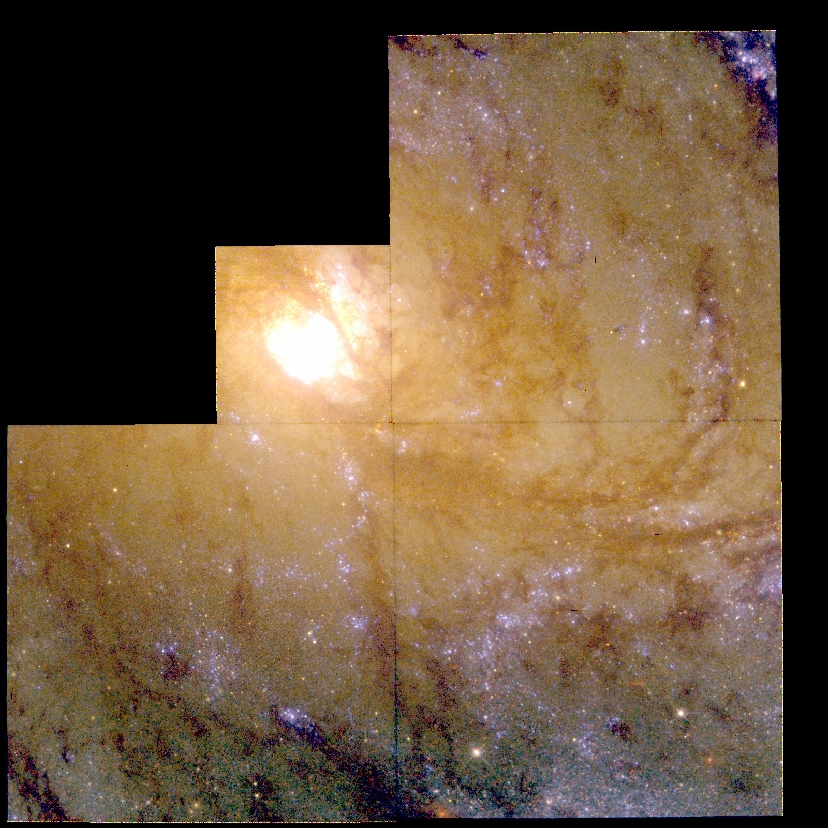
Messier 83 tagen med HST
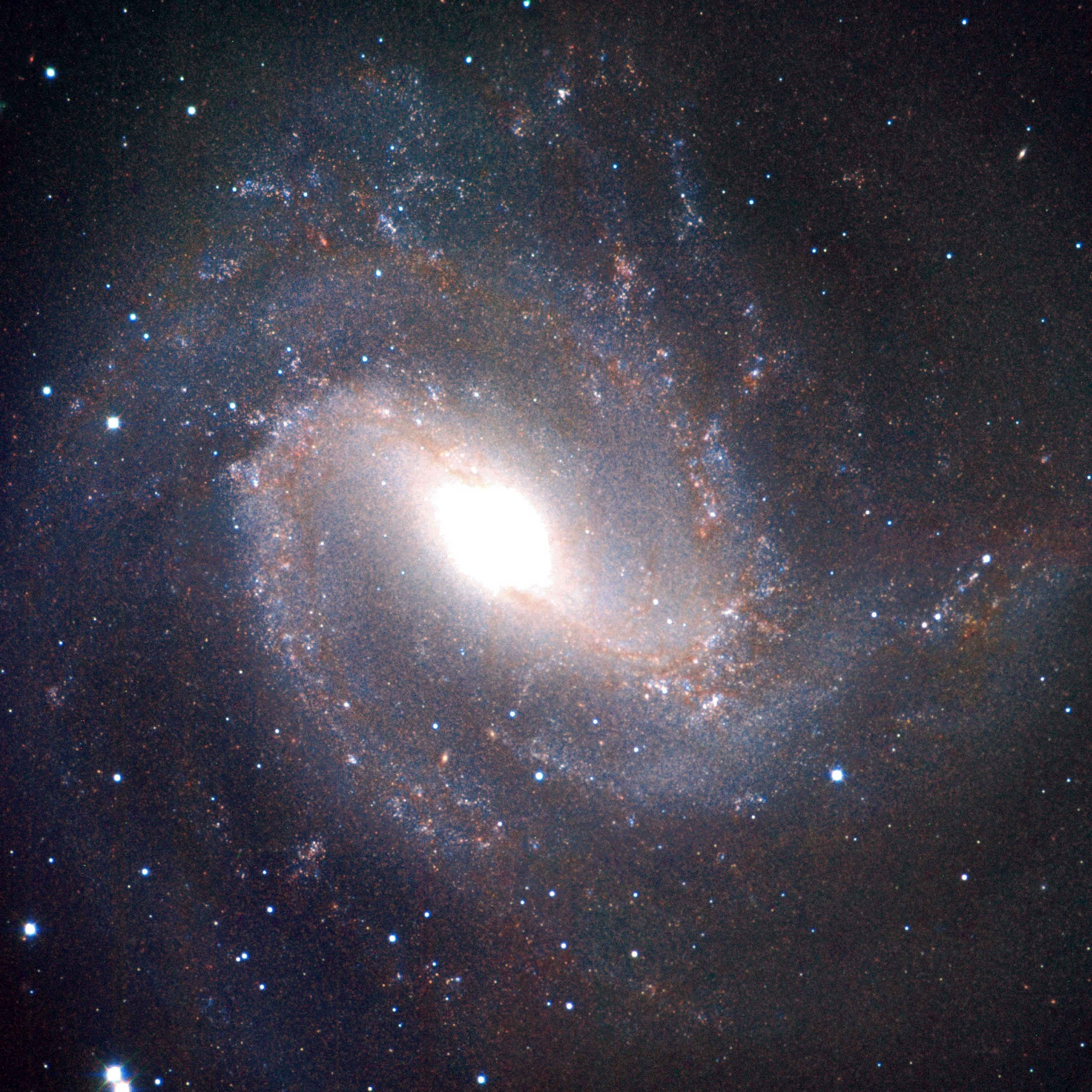
En ESO-bild på Messier 83
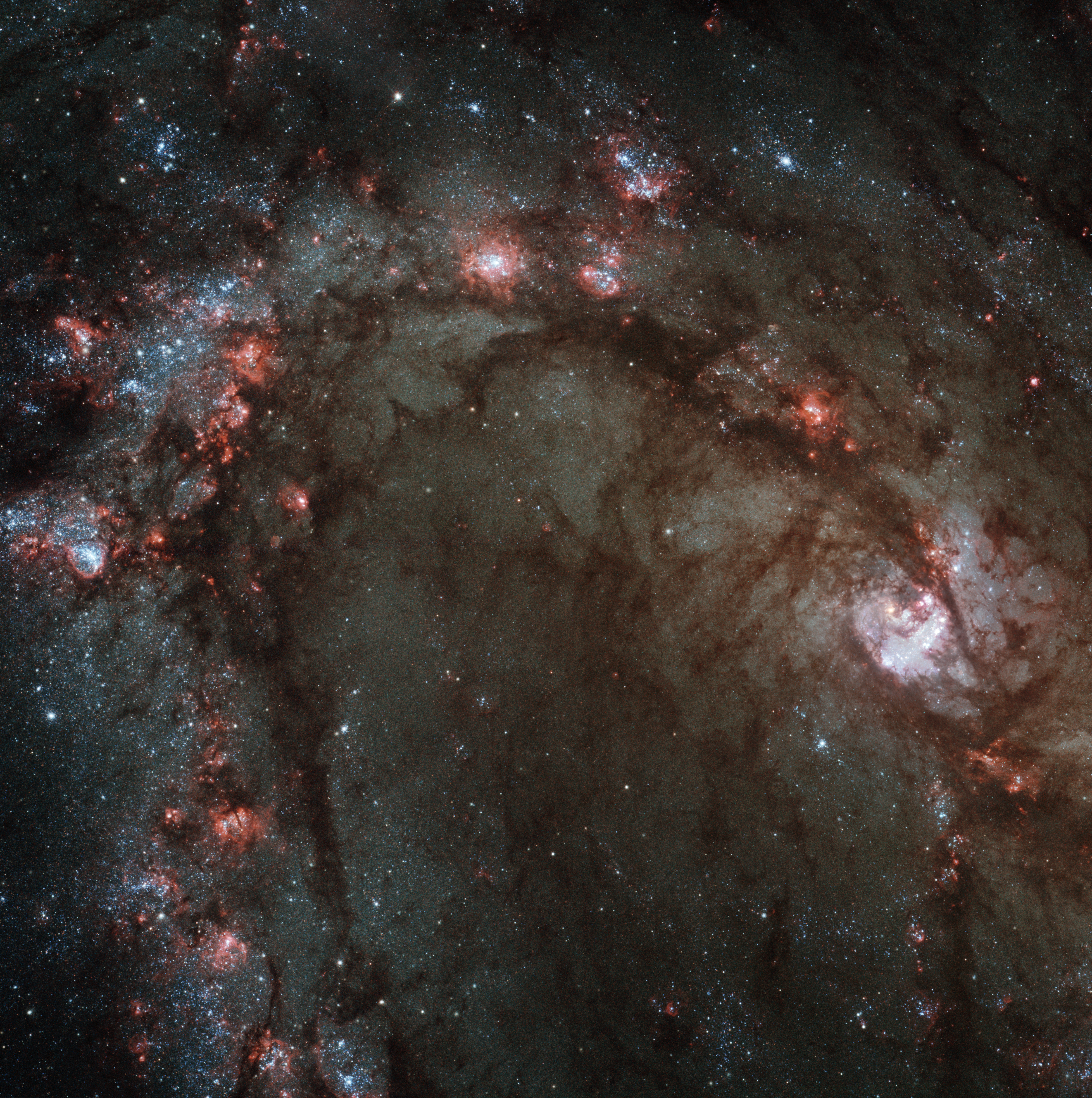
Hubble-delbild av Messier 83
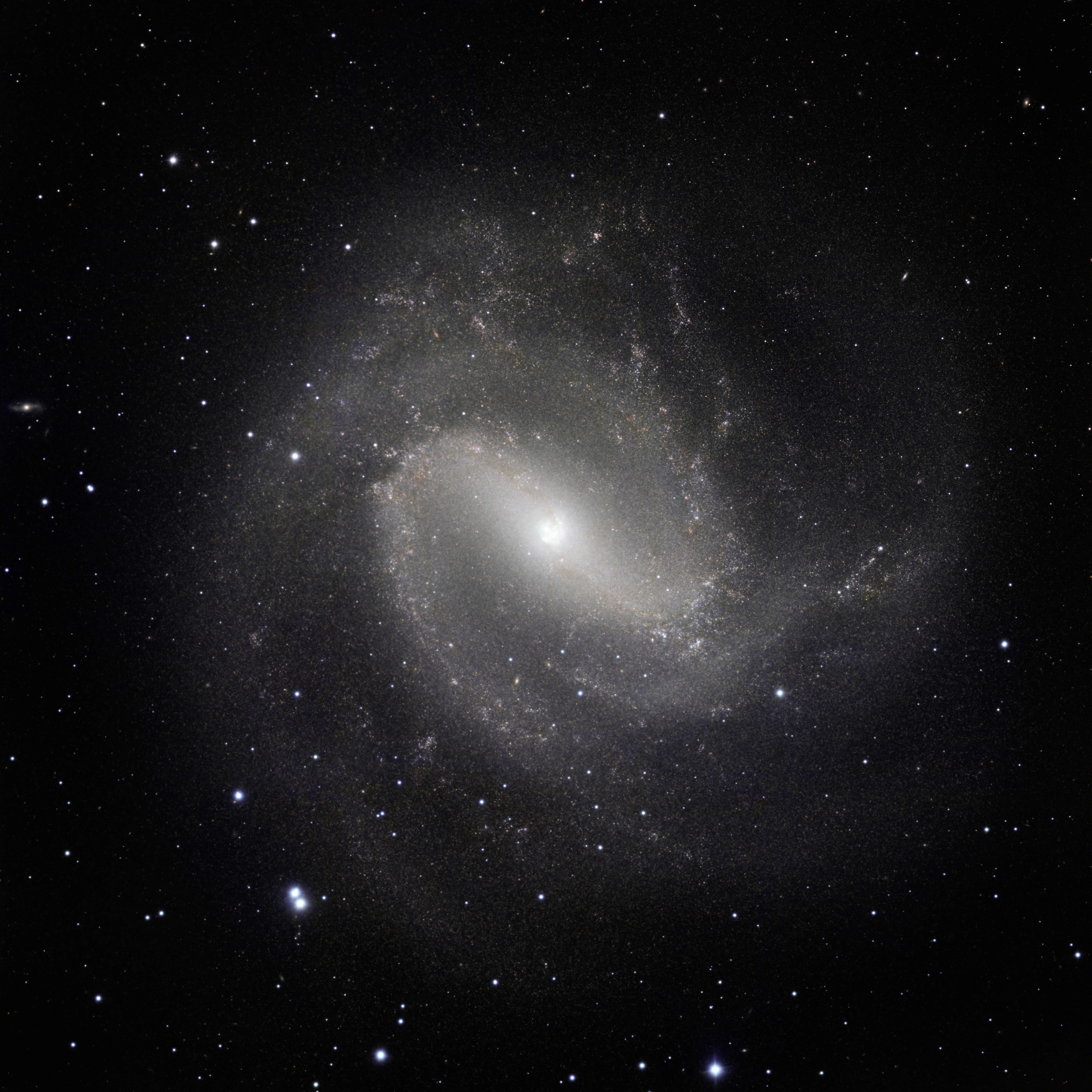
Bild tagen i den infraröda delen av spektrumet med HAWK-I instrumentet på ESO:s jätteteleskop.
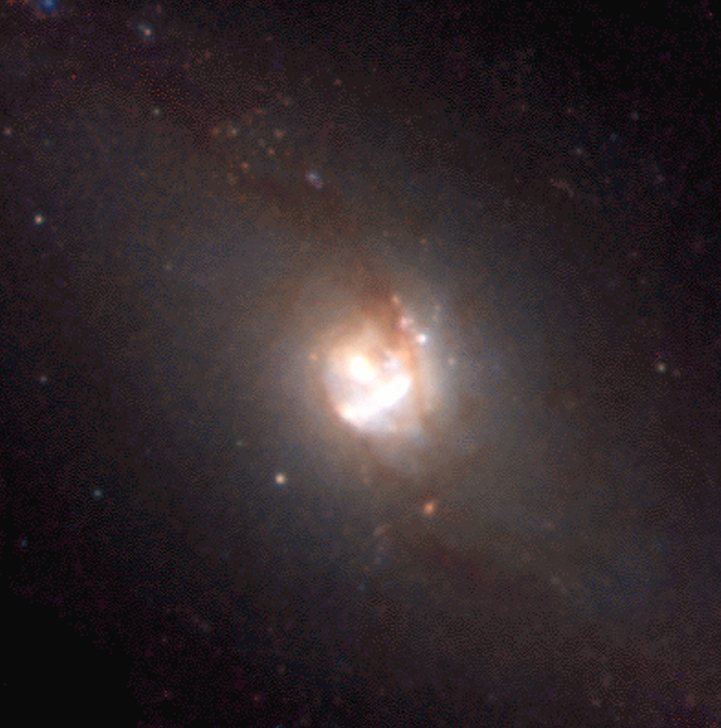
En infraröd delbild på stav-/spiralgalaxen Messier 83.
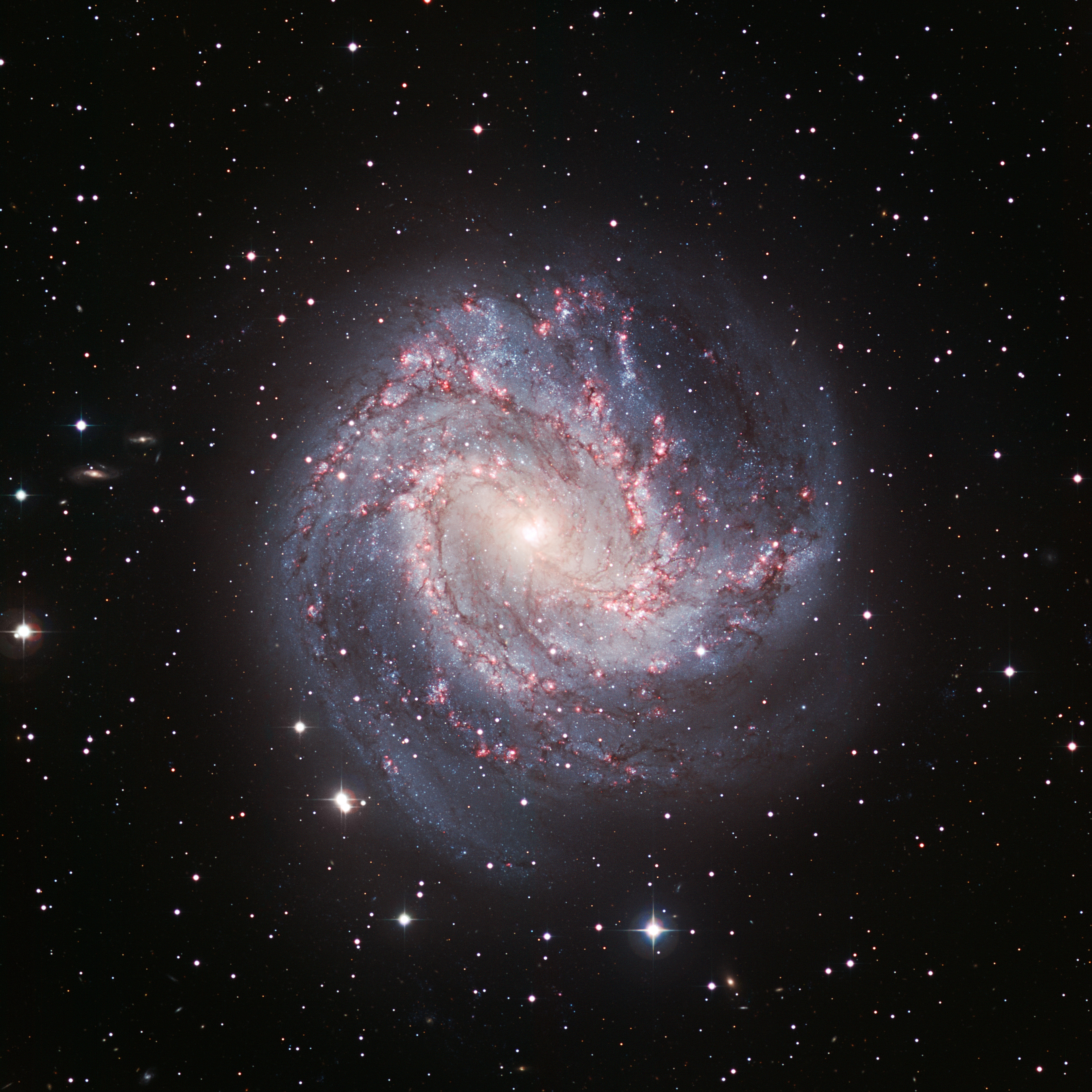
Spiralgalaxen Messier 83.